# Loarre
Loarre (en aragonés Lobarre) es una villa y municipio español de la provincia de Huesca, en la comunidad autónoma de Aragón. Perteneciente a la comarca de la Hoya de Huesca, la localidad está situada al pie de la sierra de su propio nombre, en la carretera A-1206.

## Geografía
Situado en las sierras exteriores pirenaicas, el término de Loarre también incluye los pueblos de Linás de Marcuello, Santa Engracia de Loarre y Sarsamarcuello y los despoblados de Novalla, Liso y Jabarrillo. Se sitúa a 27 km al noroeste de Huesca en la carretera A-1206 entre Bolea y Ayerbe.
El término municipal limita con los de La Sotonera, Loscorrales, Ayerbe y Las Peñas de Riglos.

## Historia
En 1016 empieza a construirse el castillo de Loarre y se construye en varias fases durante el siglo XI. 
Según Antonio Ubieto Arteta, en marzo de 1033 Lope Sánchez ya figuraba como señor "in Luar". En marzo de 1099 el rey Pedro I de Aragón confirmó al monasterio de Montearagón la iglesia de “Luar”.
A mediados del 1287 el castillo de Loarre fue saqueado por Pedro de Ayerbe, quien fue uno de los cabecillas del bando unionista y tras su muerte su hijo y mujer debieron de pagar una numerosa cuantía a los habitantes de Loarre por los daños causados durante el periodo que sus hombres estuvieron en el castillo. Tras esta muestra de lealtad, Jaime II recompensó a la población concediéndole el rango de villa y obteniendo así participación en Cortes, además de esto les concedió la exención del pago del impuesto destinado al ejército real a cambio de 300 sueldos jaqueses. Alfonso IV concedió el 16 de marzo un privilegio, en el que les libraba de cargas de tipo fiscal y monetario a excepción del monedaje y de las cenas reales, al igual que se comprometió a no vender ni hipotecar ni la villa ni el castillo.
Más tarde, el 16 de abril de 1336 su sucesor Pedro IV confirmó lo acordado por su predecesor pero debido a sus problemas económicos causados por la Guerra de los Dos Pedros, recurrió a la venta del castillo y la villa, siendo vendido con posibilidad de retornar al patrimonio real si se devolvía la suma de la venta, el día 24 de septiembre de 1381 a Pedro Jordán de Urriés y a su esposa Toda de Riglos (Sinués, n.º 1102 a 1105). Más tarde, volvió al patrimonio real cuando la propia población sufragó la suma de la venta, razón por la cual el monarca les eximió del pago de las cenas reales y les perdonó el tributo del maravedí.
Durante el reinado del rey Martín I de Aragón se vende de nuevo el castillo y la villa, con la condición de poder regresar al patrimonio real si se devuelve la suma pagada, el día 29 de octubre de 1408 a Ramón de Mur, quien era su consejero y Bayle General de Aragón, por dos mil florines de oro aragoneses (Sinués, n.º 1111 a 1113).
Pocos años después en el señorío de Loarre aparece Antón de Luna, quien tras la elección de Fernando de Antequera como rey de Aragón en el Compromiso de Caspe tras la muerte sin herederos de Martín I se rebela junto a Jaime II de Urgel, quien tendría su principal bastión en la ciudad de Balaguer, aunque tras la derrota de Antón de Luna y su prima Violante de Luna, abadesa de Trasboares y la encargada de la defensa del castillo en ausencia de su primo, la población se trasladó a la falda del monte, perdiendo influencia política la población y el castillo.

## Economía
Basada mayoritariamente en la agricultura y ganadería destacan el cultivo de cereales y almendra. Bajo la influencia del castillo de Loarre se desarrollan negocios relacionados con el turismo y la restauración. Antiguamente existieron negocios relacionados con las actividades diarias del mundo agrícola, fabricación de enseres y herramientas, comercio o construcción.

## Administración y política
| Período   | Alcalde                  | Partido |  |
| --------- | ------------------------ | ------- |  |
| 1979-1983 | José Santolaria Bretos   | PSOE    |  |
| 1983-1987 | José Santolaria Bretos   | PSOE    |  |
| 1987-1991 | José Santolaria Bretos   | PSOE    |  |
| 1991-1995 | Santiago Esco Bagüeste   | PP      |  |
| 1995-1999 | Santiago Esco Bagüeste   | PP      |  |
| 1999-2003 | Santiago Esco Bagüeste   | PP      |  |
| 2003-2007 | Nieves Teresa Jaime Paúl | PSOE    |  |
| 2007-2011 | Miguel Liesa Ladrero     | PSOE    |  |
| 2011-2015 | Miguel Liesa Ladrero     | PSOE    |  |
| 2015-2019 | Roberto Orós             | PAR     |  |
| 2019-2023 | Roberto Orós             | PAR     |  |

| Partido político    | Partido político                                   | 2003   | 2007   | 2011   | 2015   | 2019   |
| Partido político    | Partido político                                   | Ediles | Ediles | Ediles | Ediles | Ediles |
|                     | Partido Aragonés (PAR)                             | 1      | 2      | 1      | 4      | 4      |
|                     | Partido de los Socialistas de Aragón (PSOE-Aragón) | 3      | 3      | 4      | 3      | 3      |
|                     | Partido Popular de Aragón (PP)                     | 2      | 2      | 2      | —      | —      |
|                     | Independientes                                     | 1      | —      | —      | —      | —      |
| Total de concejales | Total de concejales                                | 7      | 7      | 7      | 7      | 7      |

## Demografía
Loarre cuenta con una población de 351 habitantes (INE 2024).
| Gráfica de evolución demográfica de Loarre entre 1842 y 2021 |
| |
| Población de derecho según los censos de población del INE Población de hecho según los censos de población del INEEntre el censo de 1930 y el anterior, disminuye el término del municipio porque independiza a Loscorrales Entre el censo de 1970 y el anterior, crece el término del municipio porque incorpora a Sarsamarcuello |

### Núcleos de población

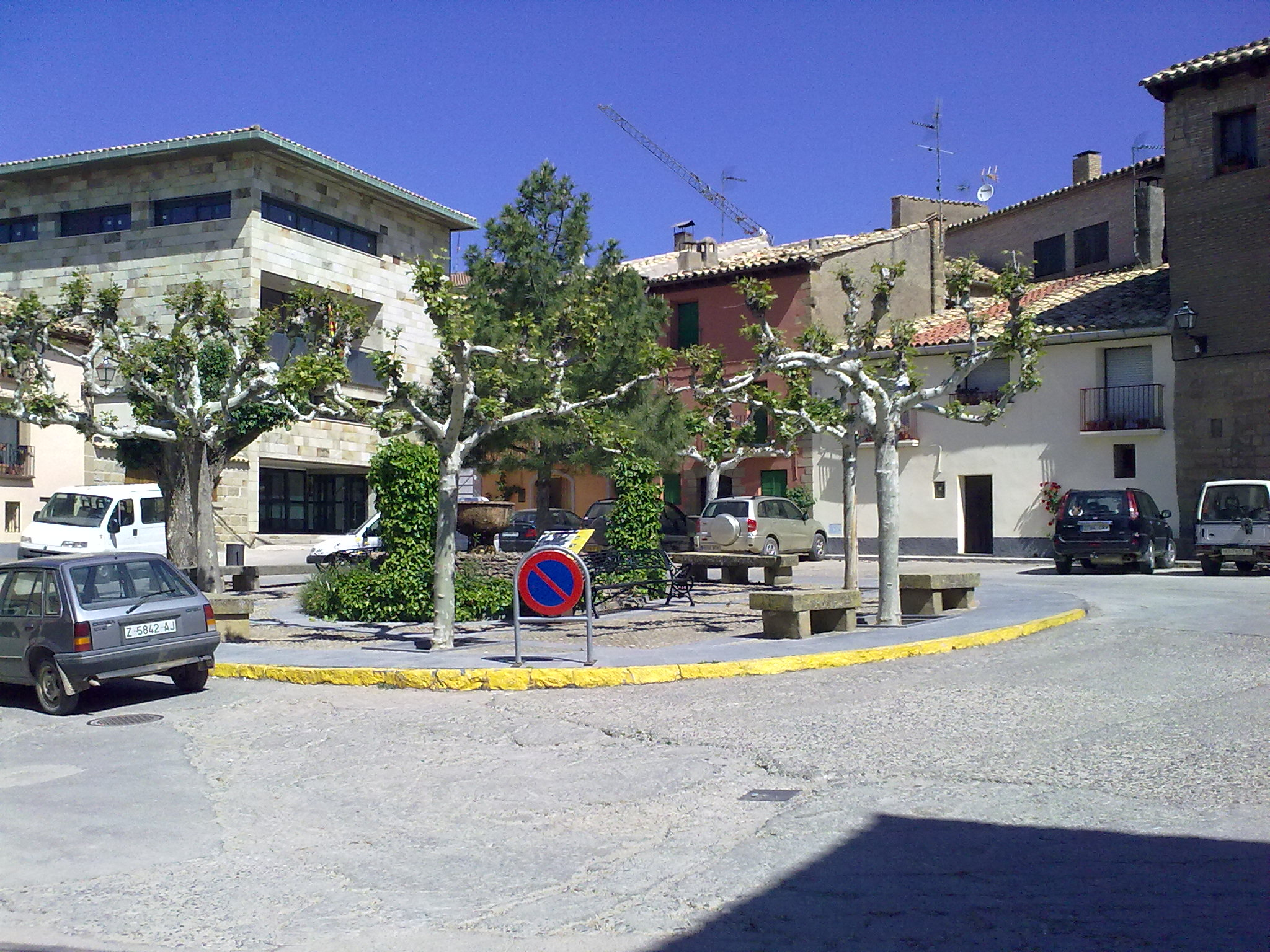
Centro de la localidad de Loarre

Desglose de población según el Padrón Continuo por Unidad Poblacional del INE (2019):
| Núcleos                  | Habitantes (2019) |
| ------------------------ | ----------------- |
| Linás de Marcuello       | 24                |
| Loarre (localidad)       | 239               |
| Santa Engracia de Loarre | 16                |
| Sarsamarcuello           | 59                |

Además el término municipal incluye el despoblado de Jabarrillo.

## Cultura

### Patrimonio

#### Monumentos religiosos

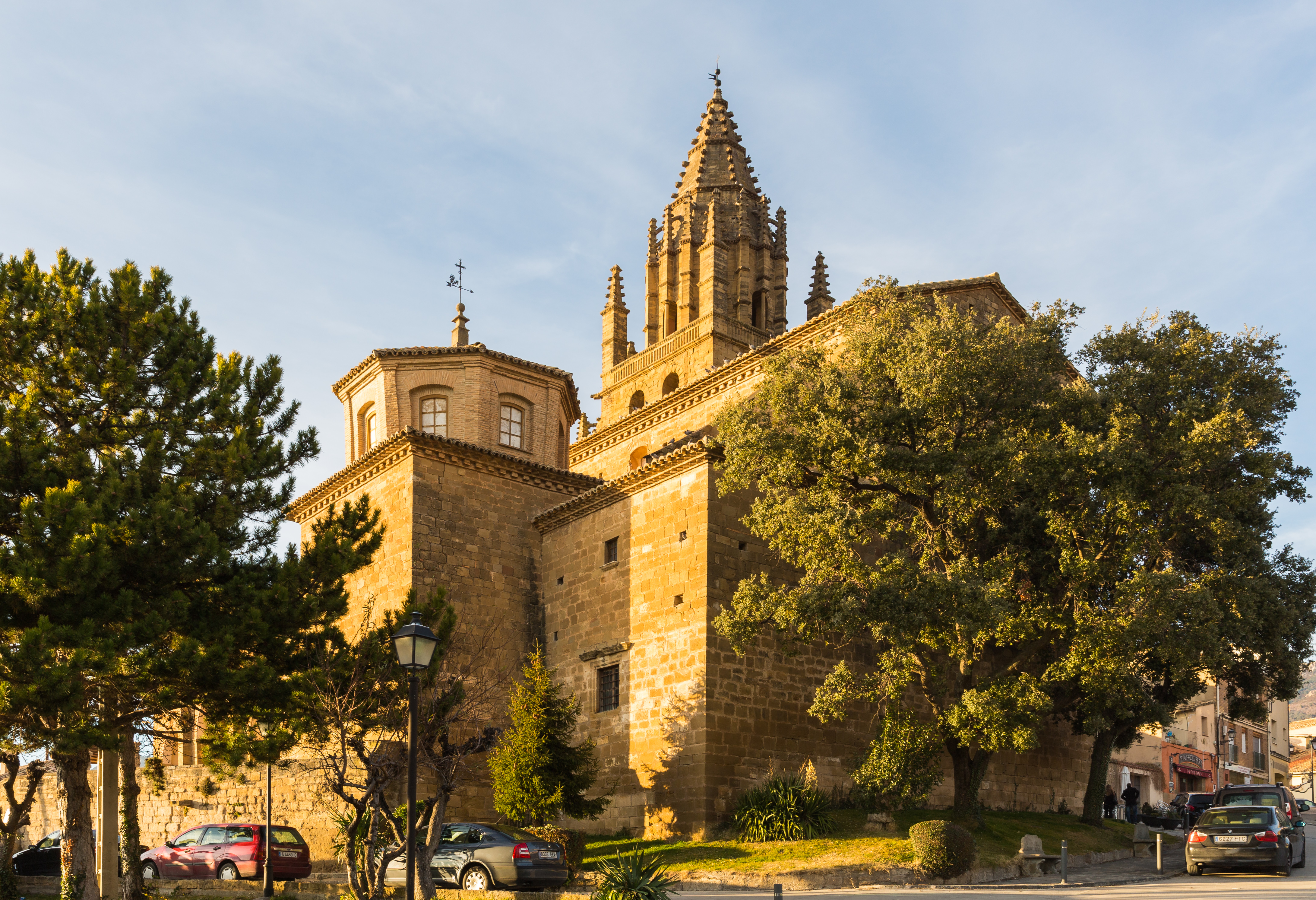
Iglesia de San Esteban

- Iglesia parroquial de San Esteban (siglo XVI).
- Ermita de Santa Águeda (románica, siglo XII).
- Ermita de San Juan.
- Ermita de Santa Marina.

#### Monumentos civiles

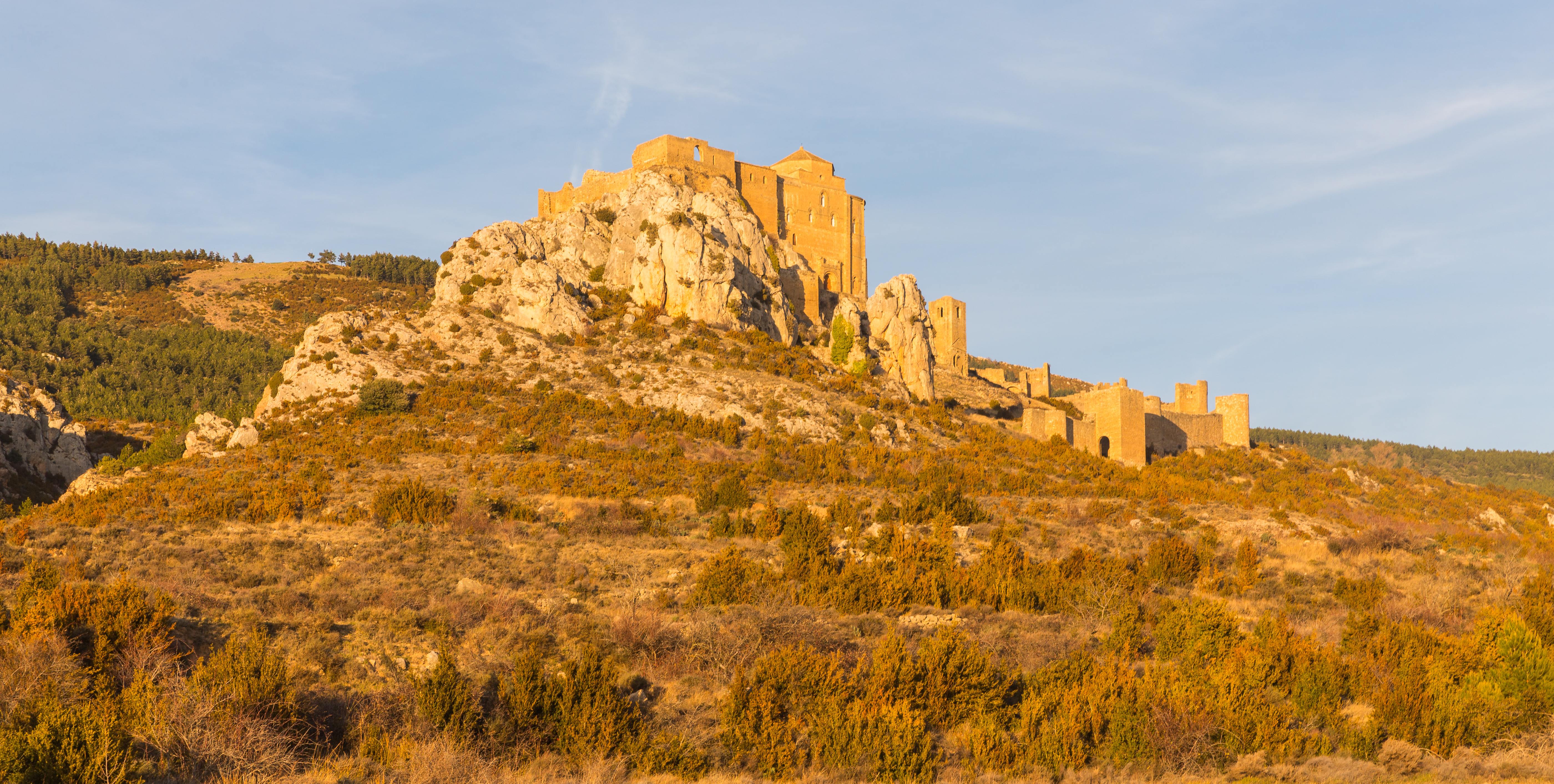
Castillo de Loarre al atardecer.

- Castillo de Loarre (siglo XI), considerado la fortaleza románica mejor conservada de Europa.[16]
- La Hospedería, antigua casa consistorial, de construcción estilo renacentista aragonés del siglo XVI.
- Fuente de tres caños del siglo XVI.

### Fiestas
- Día 5 de febrero, en honor de Santa Águeda
- Día 15 de mayo, en honor de San Isidro
- Día 25 de julio en honor de Santiago.
- Día 8 de octubre en honor de San Demetrio.

## Localidades hermanadas
- Saint-Laurent-Bretagne (Francia)[17]